# Torla-Ordesa
Torla är en ort i Spanien.   Den ligger i provinsen Provincia de Huesca och regionen Aragonien, i den nordöstra delen av landet, 400 km nordost om huvudstaden Madrid. Torla ligger 1 032 meter över havet och antalet invånare är 311.
Terrängen runt Torla är bergig norrut, men söderut är den kuperad. Torla ligger nere i en dal. Runt Torla är det mycket glesbefolkat, med 2 invånare per kvadratkilometer. Närmaste större samhälle är Panticosa, 17,5 km nordväst om Torla. I omgivningarna runt Torla växer i huvudsak blandskog.